# Leptoperilissus oraniensis
Leptoperilissus oraniensis là một loài tò vò trong họ Ichneumonidae.